# Collegio uninominale Veneto 2 - 07 (2017)
Il collegio elettorale uninominale Veneto 2 - 07 è stato un collegio elettorale uninominale della Repubblica Italiana per l'elezione della Camera dei deputati tra il 2017 ed il 2022.

## Territorio
Come previsto dalla legge elettorale italiana del 2017, il collegio era stato definito tramite decreto legislativo all'interno della circoscrizione Veneto 2.
Era formato dal territorio di 40 comuni: Altavilla Vicentina, Altissimo, Arsiero, Arzignano, Brogliano, Caldogno, Castelgomberto, Chiampo, Cogollo del Cengio, Cornedo Vicentino, Costabissara, Creazzo, Crespadoro, Gambugliano, Isola Vicentina, Laghi, Lastebasse, Malo, Monte di Malo, Montecchio Maggiore, Monteviale, Montorso Vicentino, Nogarole Vicentino, Pedemonte, Piovene Rocchette, Posina, Recoaro Terme, San Pietro Mussolino, San Vito di Leguzzano, Santorso, Schio, Sovizzo, Tonezza del Cimone, Torrebelvicino, Trissino, Valdagno, Valdastico, Valli del Pasubio, Velo d'Astico e Zermeghedo.
Il collegio era quindi interamente compreso nella provincia di Vicenza.
Il collegio era parte del collegio plurinominale Veneto 2 - 02.

## Eletti
| Elezione | Elezione | Deputato               | Partito           |
| -------- | -------- | ---------------------- | ----------------- |
|          | 2018     | Maria Cristina Caretta | Fratelli d'Italia |

## Dati elettorali

### XVIII legislatura
Come previsto dalla legge elettorale, 232 deputati erano eletti con sistema a maggioranza relativa in altrettanti collegi uninominali a turno unico.
| Candidati              | Candidati                        | Voti    | %     | Liste                    | Voti    | %     |
| ---------------------- | -------------------------------- | ------- | ----- | ------------------------ | ------- | ----- |
|                        | Maria Cristina Caretta ✔️ Eletto | 88 396  | 50,84 | Lega                     | 62 318  | 35,84 |
| Forza Italia           | Maria Cristina Caretta ✔️ Eletto | 88 396  | 50,84 | 15 097                   | 8,68    |       |
| Fratelli d'Italia      | Maria Cristina Caretta ✔️ Eletto | 88 396  | 50,84 | 9 067                    | 5,21    |       |
| Noi con l'Italia - UDC | Maria Cristina Caretta ✔️ Eletto | 88 396  | 50,84 | 1 914                    | 1,10    |       |
|                        | Luca Canale                      | 41 509  | 23,87 | Movimento 5 Stelle       | 41 509  | 23,87 |
|                        | Simone Cecchetto                 | 32 572  | 18,73 | Partito Democratico      | 26 985  | 15,52 |
| +Europa                | Simone Cecchetto                 | 32 572  | 18,73 | 4 311                    | 2,48    |       |
| Italia Europa Insieme  | Simone Cecchetto                 | 32 572  | 18,73 | 676                      | 0,39    |       |
| Civica Popolare        | Simone Cecchetto                 | 32 572  | 18,73 | 600                      | 0,35    |       |
|                        | Pierangelo Carretta              | 3 725   | 2,14  | Liberi e Uguali          | 3 725   | 2,14  |
|                        | Alex Dalla Costa                 | 1 881   | 1,08  | CasaPound                | 1 881   | 1,08  |
|                        | Andrea Cona                      | 1 482   | 0,85  | Il Popolo della Famiglia | 1 482   | 0,85  |
|                        | Flavia Intallura                 | 1 200   | 0,69  | Potere al Popolo!        | 1 200   | 0,69  |
|                        | Davide Marsilio                  | 1 115   | 0,64  | Italia agli Italiani     | 1 115   | 0,64  |
|                        | Giorgio Tronca                   | 717     | 0,41  | Grande Nord              | 717     | 0,41  |
|                        | Pasquale Milella                 | 613     | 0,35  | Partito Valore Umano     | 613     | 0,35  |
|                        | Manuel Musumeci                  | 515     | 0,30  | 10 Volte Meglio          | 515     | 0,30  |
|                        | Marco Segato                     | 163     | 0,09  | PRI - ALA                | 163     | 0,09  |
| Totale                 | Totale                           | 173 888 | 100   |                          | 173 888 | 100   |
|                        |                                  |         |       |                          |         |       |
| Voti non validi        | Voti non validi                  | 4 864   | 2,72  |                          |         |       |
| Votanti                | Votanti                          | 178 752 | 80,39 |                          |         |       |
| Elettori               | Elettori                         | 222 362 |       |                          |         |       |